# The Spoiler
The Spoiler (no Brasil: Exclusiva) é um livro, sendo o primeiro romance da jornalista e escritora Annalena McAfee publicado pela primeira vez em 2012.
O livro é uma sátira do universo jornalístico, mais precisamente, das redações de jornais nos finais da conhecida "era de ouro", ambientado em meados da década de 1990.